# José Fernando Bonaparte

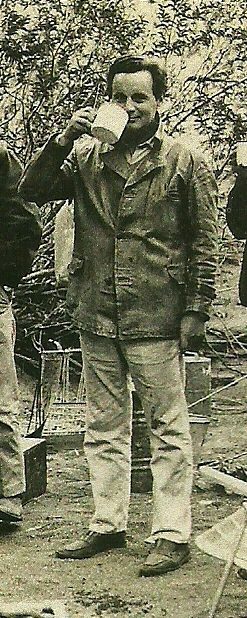
José Fernando Bonaparte, 1964

José Fernando Bonaparte (* 14. Juni 1928 in Rosario, Provinz Santa Fe; † 18. Februar 2020 in Mercedes, Provinz Buenos Aires) war ein argentinischer Paläontologe.

## Leben
José Bonaparte wurde als Sohn eines italienischen Seemannes in Rosario geboren und wuchs in Mercedes auf. Er erhielt nie eine formale Ausbildung in Paläontologie, begann aber schon in frühem Alter Fossilien zu sammeln und baute ein Museum in seiner Heimatstadt auf. Später wurde er Kurator der Nationalen Universität Tucumán, die ihm 1974 auch die Ehrendoktorwürde verlieh. In den späten 1970er Jahren wurde er ein leitender Wissenschaftler am Museo Argentino de Ciencias Naturales Bernardino Rivadavia in Buenos Aires.
Bonaparte gilt als Nestor der Dinosaurierforscher in Argentinien. Er war 1993 mit Rodolfo Coria Erstbeschreiber eines der größten je lebenden Landtiere, des Argentinosaurus. Weitere Erstbeschreibungen von ihm sind Carnotaurus, Abelisaurus, Saltasaurus, Alvarezsaurus, Riojasaurus, Andesaurus, Amargasaurus und die Einführung der Gruppe der Neosauropoda. Als besonders ergiebige Fundstelle erwies sich für ihn und Kollegen die Cañadón-Asfalto-Formation, in der er Mitte der 1970er bis Mitte der 1980er Jahre zahlreiche Funde machte.
2008 erhielt er die Romer-Simpson-Medaille.